# Pterokrohniidae
Pterokrohniidae is een familie in de taxonomische indeling van de pijlwormen. De familie werd in 1991 beschreven door Bieri en bevat slechts 1 geslacht: Pterokrohnia.